# Театральна (станція метро, Дніпро)
48°28′13″ пн. ш. 35°02′04″ сх. д. / 48.47028° пн. ш. 35.03444° сх. д.
Театра́льна — споруджувана станція глибокого закладення Центрально-Заводської лінії Дніпровського метрополітену.
У зв'язку з російським вторгненням в Україну 24 лютого 2022 року будівництво метрополітену у Дніпрі було повністю призупинено, що унеможливлювало відкриття 3 нових станцій до 2024 року.

## Розташування
Станція розташовуватиметься між діючою станцією «Вокзальна» і споруджуваною станцією «Центральна» на проспекті Дмитра Яворницького, поблизу парку Лазаря Глоби, вулиці Столярова та Половицької, Половицької площі та Скориківського провулку, Дніпровського академічного театру драми і комедії, Дніпровського академічного театру опери та балету, що й визначило назву станції.
У лютому 2022 року на сайті британського архітектурного бюро «Zaha Hadid Architects» з'явилися візуалізації трьох станцій метрополітену в Дніпрі — «Театральна», «Центральна» й «Музейна». Дизайн розробив голова бюро Патрік Шумахер. Головною архітекторкою проєкту є Євгенія Позігун — одеситка, яка працює в «Zaha Hadid Architects» з 2009 року.

## Інші або незатверджені варіанти назви
- Парк Чкалова
- Міський Сад
- Паркова

## Галерея

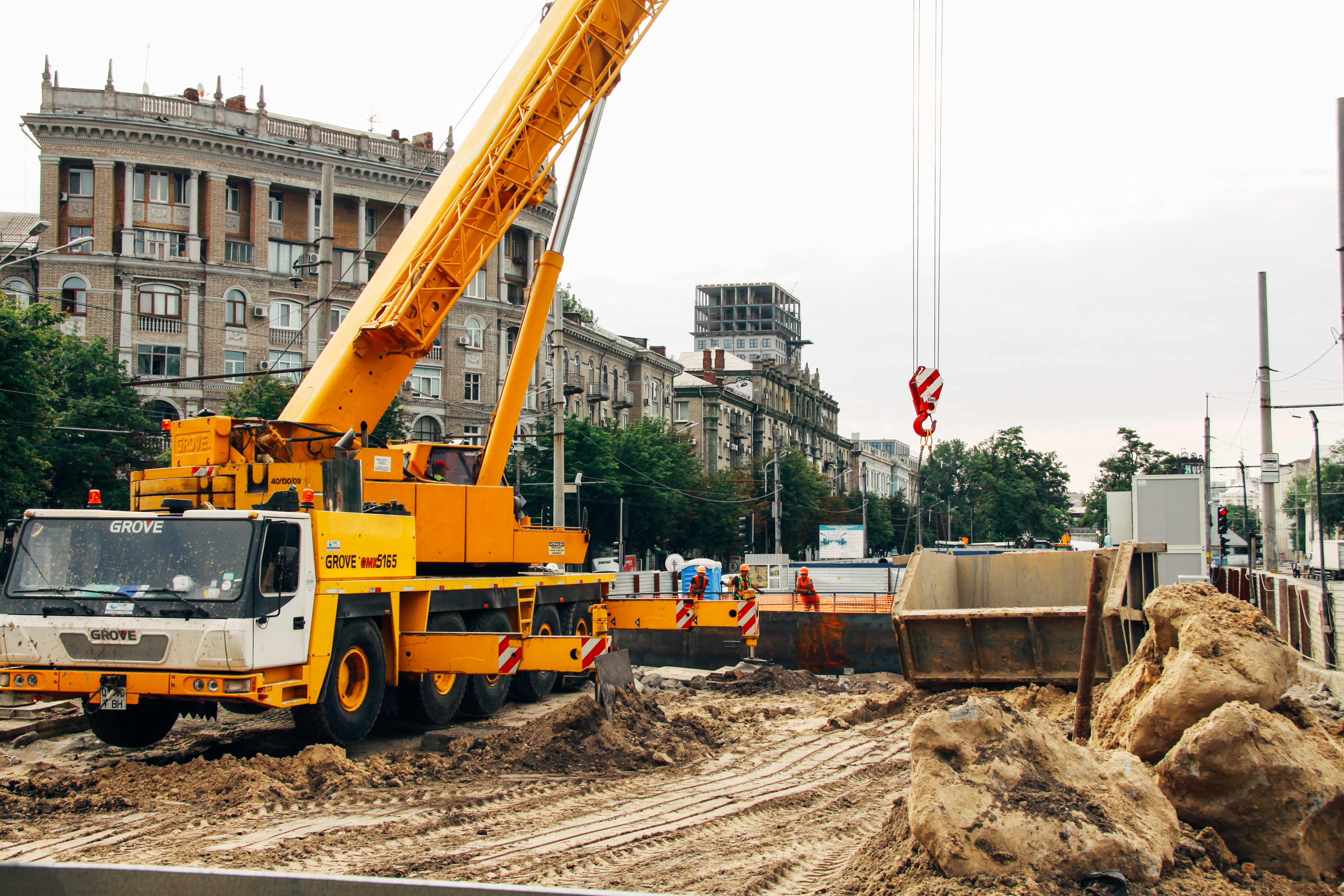
Спорудження нового ствола